# Питер Макникол
Питер Макникол (енгл. Peter MacNicol; Далас, 10. април 1954), амерички је позоришни, филмски и ТВ глумац.
Почетком 1980-их, Мекникол се пробио у филмове, глумећи у два различита филма: фантастичном филму Убица змајева (1981) и драми Алана Пакуле Софијин избор (1982). Мекникол се много појављивао у филмовима не напуштајући сцену: на Бродвеју је учествовао у представама по Шекспировим драмама Ричард II, Ромео и Јулија и Дванаеста ноћ.
Играо је сјајне споредне улоге у филмовима Истеривачи духова 2, Дракула: Мртав и вољен и Мистер Бин.
Од 1997. до 2000. Мекникол је играо ексцентричног адвоката Џона Кејџа у телевизијској серији Али Мекбил, за коју је добио неколико награда, укључујући награду Еми. Глумио је у ТВ серијама 24 (2007) и Бројеви (2005—2010). Питер већ неколико година ради на свом редитељском дебију Спас на пешчаној планини. У овом филму он је и сценариста, продуцент и главни глумац.
У 2015. Питер ће се појавити у серији Место злочина: Сајбер. 